# Навчально-науковий інститут моделювання та аналізу патологічних процесів ТНМУ
Навчально-науковий інститут моделювання та аналізу патологічних процесів Тернопільського національного медичного університету імені І. Я. Горбачевського — структурний підрозділ Тернопільського національного медичного університету імені І. Я. Горбачевського .
У 2005—2015 роках інститут розміщувався у навчальному корпусі на вулиці Чехова (нині - Олени Теліги), 3. З вересня 2015 року переведений у новий корпус на вулиці Гетьмана Дорошенка, 7 (окрім кафедри патологічної фізіології, яка залишилася на вулиці Олени Теліги).

## Історія

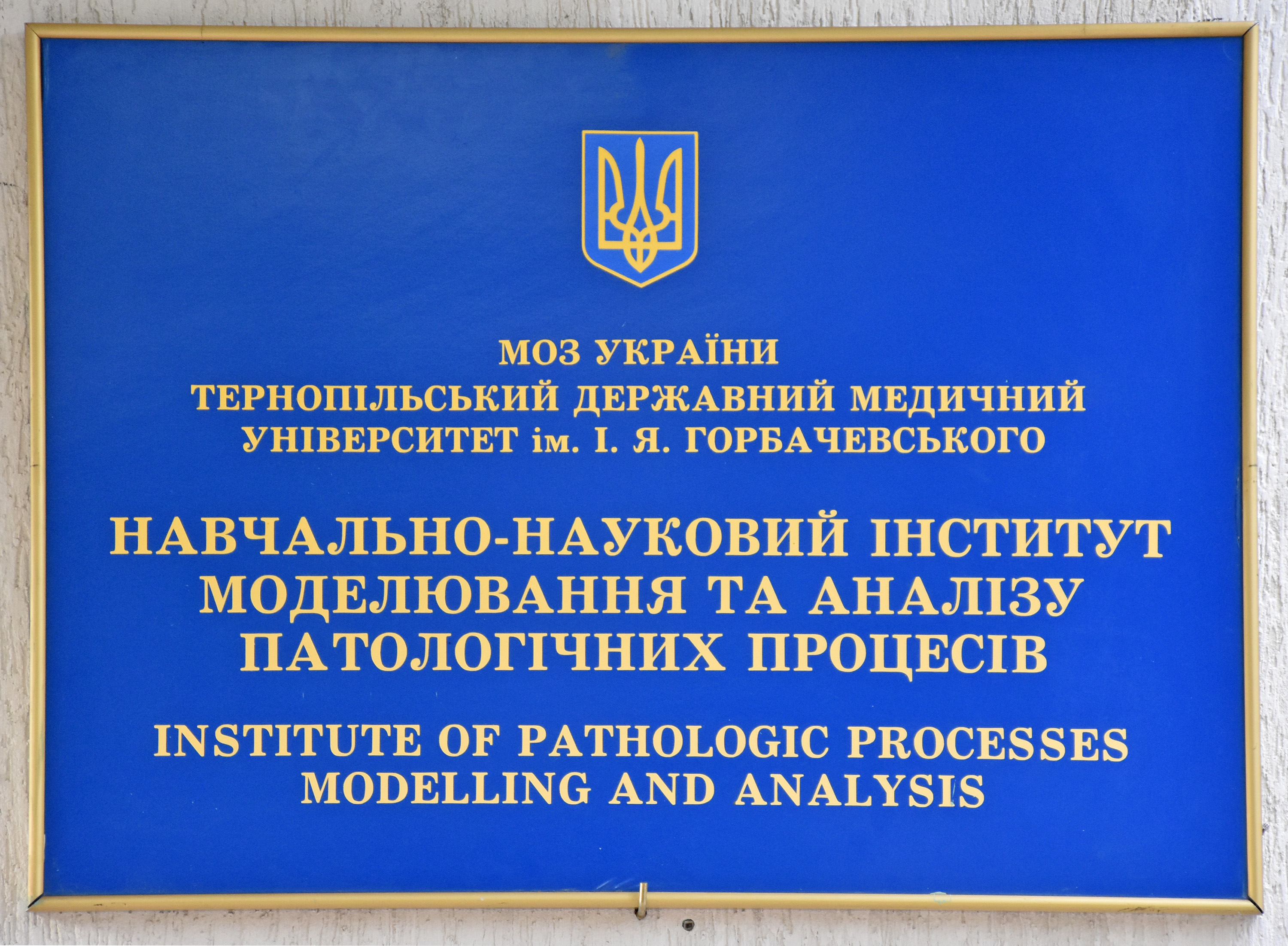
ННІ моделювання та аналізу патологічних процесів

Інститут створений за наказом ректора університету № 201 від 8 червня 2005 року та функціонує з 15 липня 2005 року.

## Керівництво[1]
- директор — кандидат медичних наук Віктор Васильович Лотоцький,
- заступник директора з наукової роботи — доктор медичних наук, професор Арсен Арсенович Гудима.

## Кафедри

### Кафедра патологічної фізіології[2]
Завідувачі кафедри:
- Олена Маркова, доктор медичних наук, професор — 1975—2000,
- Василь Файфура, доктор медичних наук, професор – 1996-2006
- Марія Хара, доктор медичних наук, професор – 2006-2011
- Наталія Волкова, кандадат медичних наук, доцент – 2011-2012
- Юрій Бондаренко, доктор медичних наук, професор – 2012-2018
- Ольга Денефіль, доктор медичних наук, професор – 2018 – до тепер

Колектив кафедри (станом на січень 2025): професори – доктори медичних наук Ольга Денефіль, Марія Хара,  доценти – кандидати медичних наук Володимир Пелих, Катерина Юріїв, Софія Чарнош, Тетяна Бігуняк, Руслан Усинський, Олена Кулянда, викладачі – кандидати медичних наук Юлія Середюк, Ірина Гуменна, Євген Лоза, Оксана Баліцька, лаборант — Марія Бурик.

### Кафедра медицини катастроф та військової медицини[4]
Кафедра військово-медичної підготовки створена за постановою Ради Міністрів УРСР у серпні 1957 року. 28 лютого 1961 року на підставі наказу Міністерства охорони здоров'я УРСР кафедра військової медичної підготовки ліквідовується.
На основі Положення про військову підготовку студентів Постановою Ради Міністрів СРСР, Наказів Міністерства оборони СРСР, Міністра вищої і середньої спеціальної освіти з 1 вересня 1968 року організовується нова військова кафедра. 31 серпня 1993 року на підставі Постанови кабінету Міністрів України кафедра розформовується.
17 квітня 1997 року на підставі спільного наказу Міністерства охорони здоров'я і Міністерства оборони України створюється кафедра екстремальної і військової медицини. У 2003 році на основі спільного Наказу Міністерства оборони України, Міністра освіти і науки України, МОЗ України кафедра отримує нове найменування — кафедра медицини катастроф та військової медицини.
Завідувачі кафедри:
- ·        Павло Тельпов, підполковник медичної служби  – 1957 - 1958
- ·        Костянтин Горощеня, полковник медичної служби – 1958 - 1961
- ·        М. Комаров, полковник медичної служби – 1968 - 1973
- ·        В. Непомнящий, полковник медичної служби – 1973 - 1979
- ·        Богдан Бабич, полковник медичної служби – 1979 - 1986
- ·        Валентин Сокотнюк, підполковник медичної служби – 1986 - 1992
- ·        Костянтин Пашко, полковник медичної служби – 1992 - 1993
- ·        Ігор Мисула, доктор медичних наук, професор – вересень 1998 - 2001
- ·        Арсен Гудима, доктор медичних наук, професор – 2001 - 2022
- ·        Віктор Лотоцький, кандидат медичних наук, доцент – 2022 – до тепер

Колектив кафедри (станом на січень 2025): доценти – кандидати медичних наук Віктор Лотоцький, Ігор Гарасимів, Ольга Сван, Роман Цицюра, Віктор Шацький, Іван Пилипко, асистенти – Олег Гавліч, Ольга Мартинчук, начальник відділення, експлуатації, обслуговування з ремонту озброєння та військової техніки – Юрій Слюсаренко, лаборанти – Галина Ілащук, Галина Мишак.

### Кафедра медичної фізики діагностичного та лікувального обладнання[6]
Історія кафедри медичної фізики діагностичного та лікувального устаткування сягає 1957 року, коли заснована кафедра фізики. У травні 1998 відбулася реорганізація кафедри фізики й утворена кафедра медичної інформатики з курсом фізики і спеціального обладнання. У 2006 кафедру медичної інформатики з курсом фізики і спеціального обладнання об'єднали з кафедрами іноземних мов та суспільних наук. У березні 2009 кафедру інформатики з курсом фізики, іноземних мов та суспільних наук реорганізовано — утворена кафедра медичної інформатики з фізикою.
У 2012 році на базі кафедри медичної інформатики з фізикою створено кафедру медичної інформатики та кафедру медичної фізики та медичного обладнання.
Завідувачі кафедри:
- Семен Шамраєвський, доктор медичних наук, професор — 1957—1970,
- В. Портнов, доцент — 1970—1974,
- І. Гончаренко, кандидат фізико-математичних наук — 1975—1980,
- А. Гайдук, кандидат фізико-математичних наук, доцент — 1980—1991,
- Денис Москаль, кандидат фізико-математичних наук, доцент — 1991—1998,
- Арсен Гудима, доктор медичних наук, професор — 1998—2001,
- Василь Марценюк, доктор технічних наук, професор — 2001—2014, 2015,
- Юрій Рудяк, доктор технічних наук, професор — 2012- до тепер.

Колектив кафедри (станом на січень 2025): професор – доктор технічних наук Юрій Рудяк, доценти – кандидат економічних наук Богдан Паласюк, кандидати технічних наук Оксана Багрій-Заяць, Андрій Горкуненко, Зоряна Майхрук, лаборанти – Мирослава Будна, Ольга Пшеничняк, Галина Чернецька.

### Кафедра філософії та суспільних дисциплін
Історія кафедри філософії та суспільних дисциплін починається із заснування інституту, коли засновано кафедру марксизму-ленінізму. З проголошенням Незалежності України кафедру кілька разів перейменовували: в 1991—2003 — кафедра філософії та українознавства, у 2003—2005 — кафедра філософії, суспільних наук та історії медицини, у 2005—2006 — кафедра іноземних мов та суспільних наук, у 2006—2009 — кафедра інформатики, іноземних мов та суспільних наук, у 2009—2011 — кафедра філософії, суспільних дисциплін та іноземних мов, у 2011-2018 – кафедра філософії та суспільних дисциплін, з 2018 – кафедра педагогіки вищої школи та суспільних дисциплін.
Завідувачі кафедри:
- О. Давиденко — серпень-вересень 1957,
- Л. Буз — 1957—1958,
- Ф. Чернявський — 1958—1976,
- М. Траф'як — 1976—1981,
- Ф. Чернявський — 1983—1984,
- В. Шкварець — 1984—1991,
- М. Кубаєвський, кандидат філософських наук, доцент — 1991—1995,
- В. Ухач, кандидат історичних наук, доцент — 2001—2003,
- О. Литвинова, кандидат медичних наук, доцент — 2003—2005,
- Г. Паласюк, кандидат філософських наук, доцент — 2005—2006,
- Василь Марценюк, доктор фізико-математичних наук, професор — 2006—2009,
- Антоніна Пришляк, доктор медичних наук, професор — 2009—2011,
- Ірина Мельничук, доктор педагогічних наук, професор — 2011-2025.

Колектив кафедри (станом на січень 2025): професори– доктор педагогічних наук Віталій Кульчицький, доктор історичних наук Леонід Кравчук, доценти – кандидати історичних наук Олег Пилипишин, Сергій Бондаренко, Андрій Машталір, Олена Кравчук, Катерина Мельникова, кандидат педагогічних наук Ольга Христенко, кандидат юридичних наук Наталя Калинюк, старші лаборанти —Інна Чернецька, Іванна Касіян.

### Кафедра української мови[10]
Кафедра української мови бере початок від кафедри українознавства, яку створено наказом ректора 30 червня 2011 року. Рішенням вченої ради університету від 28 серпня 2015 р. кафедру українознавства було перейменовано на кафедру української мови.
Завідувачі кафедри:
- Антоніна Пришляк, доктор медичних наук, професор – 2011- 2015
- Марія Тишковець, кандидат філологічних наук, доцент – 2015 - 2019
- Анатолій Вихрущ, доктор педагогічних наук, професор – 2019 – до тепер

Колектив кафедри (станом на січень 2025): професор – доктор педагогічних наук Анатолій Вихрущ,  доценти – кандидати філологічних наук Марія Тишковець, Володимир Юкало, Ігор Драч, Оксана Новіцька, Тетяна Мельник, Марта Руденко, Мисик Оксана, Ірина Заліпська, кандидати педагогічних наук Ігор Гаврищак, Катерина Стефанишин, Мар’яна Пашко, Надія Олійник, викладач – Соломія Гнатишин, старший лаборант – Марія Мазур.

### Кафедра іноземних мов[12]
Кафедра іноземних мов створена в серпні 1957 року. У 2005 році кафедри іноземних мов і філософії та українознавства були об'єднані у кафедру іноземних мов та суспільних наук, у 2006 кафедру медичної інформатики з курсом фізики і спеціального обладнання об'єднали з кафедрою іноземних мов та суспільних наук. У березні 2009 на базі кафедри інформатики, іноземних мов та суспільних наук створено кафедру медичної інформатики з фізикою та кафедру філософії, суспільних дисциплін та іноземних мов. У липні 2011 відбулася реорганізація кафедри філософії, суспільних дисциплін та іноземних мов у кафедру іноземних мов із медичною термінологією. З 2015 кафедрі повернуто первинну назву — кафедра іноземних мов.
Завідувачі кафедри:
- М. Климчук, старший викладач — 1957—1973,
- Г. Окоменюк, кандидат педагогічних наук, доцент — 1973—1995,
- Мирослав Закалюжний, кандидат педагогічних наук, професор — 1995—2000,
- Галина Паласюк, кандидат філософських наук, доцент — 2000—2006,
- Василь Марценюк, фізико-математичних наук, професор — 2006—2009,
- Антоніна Пришляк, доктор медичних наук, професор — 2009—2011,
- Ольга Денефіль, кандидат медичних наук, доцент — 2011—2015,
- Ірина Прокоп, кандидат педагогічних наук, доцент — 2015—2017,
- Надія Федчишин, доктор педагогічних наук, професор – 2017 – до тепер.

Колектив кафедри (станом на січень 2025): професори – доктори педагогічних наук Надія Федчишин, Тетяна Хвалибога, доценти – кандидати педагогічних наук Наталія Єлагіна, Галина Кліщ, Ірина Прокоп, Марія Кічула, Іванна Гуменна, Роман Коцюба, кандидати філософських наук Галина Паласюк, Марія Бобак, кандидати філологічних наук Тетяна Саварин, Іванна Ворона, Катерина Тьоре, Галина Кітура, викладачі – Наталія Гантімурова, старший лаборант – Ніна Данилюк.

### Кафедра екстреної та симуляційної медицини[14]
Кафедра екстреної та симуляційної медицини створена у 2022 році.
Завідувач кафедри:
- Арсен Гудима, доктор медичних наук, професор – 2022 – до тепер

Колектив кафедри (станом на січень 2025): професор – Арсен Гудима, доктор медичних наук, доценти – кандидати медичних наук Галина Цимбалюк, Роман Ляхович, Ярослав Кіцак, Ольга Прохоренко, асистенти – кандидат медичних наук Юрій Денисюк, Роман Гук, Нестор Трач, Аліна Томків, Антоніна Черватюк, лаборанти – Валерій Жижномірський